# Explota explota
Explota explota és una pel·lícula musical de comèdia espanyola de 2020 dirigida per Nacho Álvarez i coescrita amb Eduardo Navarro i David Esteban Cubero. Explica la història de María, una ballarina jove, divertida i amb ànsies de llibertat a principis dels anys 70, una època que a Espanya va estar marcada per la rigidesa i la censura, especialment en televisió. Es va estrenar als cinemes el 2 d'octubre de 2020.

## Repartiment
- Ingrid García Jonsson com a María
- Verónica Echegui com a Amparo
- Fernando Guallar com a Pablo
- Giuseppe Maggio com a Massimiliano
- Fran Morcillo com a Lucas
- Fernando Tejero com a Chimo
- Pedro Casablanc com a Caledonio
- Carlos Hipólito com a Ismael
- Natalia Millán com a Rosa

## Banda sonora
El tema principal de la pel·lícula, En el amor todo es empezar és una cançó de la cantant Raffaella Carrà i que va ser versionat per la cantant Ana Guerra, qui va gravar la sintonia acompanyada d'un videoclip barrejat amb escenes de la pel·lícula.

## Premis i nominacions
| Premis       | Categoria                    | Nominada           | Resultat   |
| ------------ | ---------------------------- | ------------------ | ---------- |
| Premis Goya  | Millor actriu                | Kiti Mánver        | Nominada   |
| Premis Goya  | Millor actriu secundària     | Juana Acosta       | Nominada   |
| Premis Goya  | Millor direcció novell       | Bernabé Rico       | Nominat    |
| Premis Feroz | Millor actriu de repartiment | Verónica Echegui   | Guanyadora |
| Premis Feroz | Millor música original       | Roque Baños        | Nominat    |
| Premis Feroz | Millor tràiler               | Miguel Ángel Trudu | Nominat    |